# Delvag Versicherungs-AG
Die Delvag Versicherungs-AG ist ein Eigenversicherungsunternehmen (Captive) der Deutschen Lufthansa AG, mit Schwerpunkten auf Luftfahrt-, Transport- und Rückversicherung. Sie nimmt die versicherungsseitige Betreuung der Lufthansa Group wahr und versichert zudem auch Flugzeuge und andere Risiken außerhalb des eigenen Konzerns. Das Unternehmen hat seinen Sitz in Köln, Deutschland. 2018 erzielte Delvag erstmalig ein Beitragsvolumen von über 100 Mio. Euro mit einem Beitragsvolumen von 103,26 Mio. Euro. Im Geschäftsjahr 2021 verzeichnete Delvag ein Beitragsvolumen von 80,36 Mio. Euro und beschäftigte 133 Mitarbeiter.

## Geschichte

### Gründungszeit 1920er Jahre
Delvag wurde im August 1924, zwei Jahre vor der Lufthansa, von der Aero Lloyd Aktien-Gesellschaft gegründet, die sich 1926 mit der Junkers Luftverkehr AG zur Deutschen Luft Hansa AG zusammenschloss. Federführend bei der Gründung war der Pionier der deutschen Luftfahrtversicherung Hermann Döring. Mit Hilfe der Delvag führte die Lufthansa als erste Fluggesellschaft der Welt eine obligatorische Unfallversicherung für ihre Passagiere ein. Fliegen galt Anfang der 1930er Jahre als unkalkulierbares Risiko, sodass es in Unfall- und Lebensversicherung ausgeschlossen war. Auch ihre eigenen Mitarbeiter versicherte die Lufthansa im Alter und bei Krankheit und Fluguntauglichkeit.

### Erweiterung des Tätigkeitsbereiches 1968 bis 1980er Jahre
Ende der 1960er Jahre leitete Delvag die Umwandlung vom reinen Konzernversicherer zum Kompositversicherer ein. Ab 1968 begann die Delvag somit Fremdgeschäft und Rückversicherung zu zeichnen und das Angebot an konzernfremde Unternehmen der Luftfahrt- und Transportbranche auszuweiten. Als der Bedarf nach Versicherungsvermittlung größer wurde, gründete Delvag 1980 die erste Tochtergesellschaft, Albatros Versicherungsdienste GmbH. 1985 folgte die Gründung der nächsten Tochtergesellschaft, der Delvag Rückversicherungs-AG (Delvag Rück). Sie wurde gegründet, um dem innerhalb der Delvag gewachsenen Rückversicherungsgeschäft einen eigenständigen Rahmen zu gegeben. Dazu wurde 1986 der größte Teil des Rückversicherungsbestandes auf die Tochtergesellschaft übertragen.

### Entwicklungen ab den 2000er Jahren
2007 zog die Delvag Gruppe in die neue Lufthansa Hauptverwaltung gegenüber der Köln Messe. Im Oktober 2016 wurde die Delvag Rück rückwirkend zum Jahresbeginn auf die Delvag Luftfahrtversicherungs-AG verschmolzen. 2015 kamen beide Gesellschaften addiert auf 102,03 Mio. Euro. Im Rahmen der Verschmelzung wurde die Delvag Luftfahrtversicherungs-AG in Delvag Versicherungs-AG umfirmiert. Das Rückversicherungsgeschäft wird von den bisherigen Mitarbeitern der Delvag Rück in dem neu gegründeten Geschäftsbereich Rückversicherung der Delvag Versicherungs-AG fortgeführt. Die Verschmelzung sollte die Kapitalbasis und die Wettbewerbsfähigkeit nachhaltig stärken. Zudem brachte Delvag 2016 ein Haftpflicht-Versicherungskonzept für Drohnen von Privatpersonen und Unternehmerkunden auf den Markt. Zum August 2022 stellte Delvag diesen Service für gewerbliche wie auch private Piloten ein. Gewerbliche Piloten können auf Anfrage weiter eine Versicherung abschließen.
Trotz eines Großumzugs ihrer Verwaltung 2017, beließ die Lufthansa ihren offiziellen Unternehmenssitz in Köln. Unter den verbliebenen Mitarbeitern des Konzerns in Köln waren vor allem die 250 Mitarbeiter der Lufthansa-Versicherungstöchter Delvag und Albatros, welche innerhalb Kölns in den Kölner Grüngürtel umgezogen sind.
Im Geschäftsjahr 2018 verzeichnete Delvag erstmalig ein Beitragsvolumen von über 100 Mio. Euro mit einem Beitragsvolumen von 103,26 Mio. Euro. 2019 wurde das Beitragsvolumen abermals gesteigert, auf 107,91 Mio. Euro.
2021 vereinbarte Delvag mit dem weltweit tätigen Spezialversicherungsunternehmen im Nichtlebensbereich Randall & Quilter eine Übertragung von Rückversicherungsgeschäften im Wert von rund 22 Mio. Euro (26 Mio. Dollar).

## Unternehmensstruktur
Zusammen mit ihrer hundertprozentigen Tochtergesellschaft Albatros Versicherungsdienste GmbH bildet die Delvag Versicherungs-AG die Delvag Gruppe. Die Gruppe ist sowohl kommerzieller Spezialversicherer in den Bereichen Luftfahrt- und Transportversicherung als auch konzerninterner Risikoträger der Lufthansa. Weiterhin versichert Delvag Flugzeuge und andere Risiken außerhalb des eigenen Konzerns und unterstützt Unternehmen im Bereich der Rückversicherungen. Versichert werden nationale und internationale Airlines sowie Unternehmen der Luftfahrtindustrie ebenso wie private Luftfahrzeughalter. Im Geschäftsjahr 2021 verzeichnete Delvag ein Beitragsvolumen von 80,36 Mio. Euro (Vorjahr: 73,87 Mio. Euro) und beschäftigte 133 Mitarbeiter.
Der Versicherungszweig Luftfahrtversicherung umfasst unter anderem die Luftfahrtkasko- und Luftfahrthaftpflichtversicherung. Im Bereich Transportversicherung vermittelt Delvag Versicherungen, Logistikkonzepte und Schadenverhütungskonzepte, mit Schwerpunkt auf Luftfrachttransporte. Überdies vermittelt Delvag Versicherungen im Bereich Seefracht und auf dem Gebiet des Diamant- und Schmuckhandels (Jewellers Block) sowie im Transport von Banknoten und anderer Wertfracht. Im Rückversicherungsbereich werden innerhalb des Lufthansa-Konzerns Versicherungsdienstleistungen zur Stärkung der Captive-Funktion ausgebaut und der damit verbundenen Deckung weiterer Konzernrisiken.
Delvag unterhält eine Zweigniederlassung in Tel Aviv, Israel. Seit 2002 hält Albatros die Tochtergesellschaften Albatros Financial Solutions (ehemals Albatros Service Center GmbH) und Star Risk Services/Dallas, USA. Albatros betreut unter anderem die größte Luftfahrtversicherungseinkaufsgemeinschaft Europas mit rund 50 Airlines.

## Auszeichnungen (Auswahl)
- 2017: Bildungspreis In der Kategorie Personalentwicklung und Qualifizierung für das Projekt Delvag Albatros Digital Network von dem Berufsbildungswerk der Deutschen Versicherungswirtschaft (BWV)[26]

- 2021: Gewinner des European Captive Awards in der Kategorie Captive Collaboration Project für das Projekt RISE von dem European Captive Forum.[27]